# Семёнов, Анатолий Иванович
Анатолий Иванович Семёнов (1908—1973) — советский военный деятель, генерал-лейтенант Советской армии. Герой Социалистического Труда. Лауреат двух Сталинских премий.

## Биография
Родился 12 (25 ноября) 1908 года в селе Хребтово (ныне Сергиево-Посадский район, Московская область).
В РККА с 1931 года. В 1932 году окончил артиллерийскую школу в Москве, затем начал учёбу в Военной академии имени Ф. Э. Дзержинского на факультете боеприпасов, в 1937 году окончил её.
С 1937 года начал службу в артиллерии РККА, занял должность начальника отдельного артиллерийского отделения Центрального химполигона (посёлок Шиханы Саратовской области). 
Член ВКП(б).
В ноябре 1941 года занял пост начальника отдела спецснарядов Главного управления вооружения гвардейских миномётных частей, затем был начальником научно-технического отдела. Участвовал в разработке снарядов для ракетных миномётов «Катюша».
В октябре 1944 года назначен на должность начальника отдела гвардейских миномётных частей Артиллерийского комитета ГАУ РККА.
С 1946 года был заместителем начальника по пороховым реактивным снарядам 4-го управления ГАУ. В 1951 году занял пост начальника Военного министерства. В этом же году был переведён на должность заместителя начальника 6-го управления. С 1952 года — заместитель начальника 4-го управления ГАУ. 
В 1953 году занял пост главного инженера Управления заместителя командующего артиллерией по реактивному вооружению. В августе 1954 года назначен на должность заместителя командующего артиллерией по реактивному вооружению.
С мая 1955 года занимал должность начальника реактивного вооружения ВС СССР. Один из основателей нового рода войск — РВСН.
В апреле 1960 года был назначен начальником Главного управления ракетного вооружения, в июне этого же года стал членом Военного совета РВСН. Принимал активное участие в испытании новейших советских баллистических ракет, затем участвовал в запуске первого в мире искусственного спутника планеты, а затем и первого космонавта.
Член Военного Совета РВСН с 1960 по 1964 год.
С августа 1964 года по ноябрь 1969 года был членом Научно-технического комитета Генерального штаба по ракетным стартам.
C февраля 1970 года в запасе.
Умер 16 апреля 1973 года. Похоронен на Введенском кладбище (29 уч.).

## Награды
- Герой Социалистического Труда (17 июня 1961 года) — за успешное выполнение запуска первого в мире пилотируемого космического аппарата[1].
- четыре ордена Ленина (1956; 1956; 1957; 1961)
- орден Красного Знамени (1953)
- орден Трудового Красного Знамени (1944)
- орден Отечественной войны I степени (1944)
- орден Отечественной войны II степени (1945)
- два ордена Красной Звезды (1942; 1946)
- медали
- Сталинская премия первой степени (1943) — за разработку новых типов вооружения (участник группы, создавшей реактивный снаряд с надкалиберной фугасной боеголовкой "Катюш")[1]
- Сталинская премия второй степени (1951) — за работу в области машиностроения